# Interpresse
Interpresse var ett danskt serieförlag. Det grundades 1954 och var under 1970- och 1980-talet ett av Danmarks största förlag både inom tidnings- och albumutgivning. Albumutgivningen övertogs 1986 av Carlsen Comics och den kvarvarande tidningsutgivningen 1997 av Egmont Serieforlaget.

## Historik

### Ägande och översikt
Förlaget grundades 1954 av den unge danske historiestudenten Arne Stenby, i samarbete med den svensk tidningsutgivaren Armas Morby. 1959, efter att Stenby läst klart vid Den Grafiske Højskole, startade han sitt eget tryckeri – Stenby Tryk. 1961 flyttade både tryckeri och förlag till nya lokaler på Krogshøjvej i Bagsværd.
1973 sålde Morby sina andelar i Interpresse, och Stenby sålde hälften av bolaget till den svenska Bonnierkoncernen. Stenby fick därefter en styrelsepost i Bonnierägda Semic International. Interpresse expanderade under de kommande åren utgivningen och bildade dotterbolagen Deres Forlag, Frederik E. Pedersen, Runepress och Holme Forlagsservice. Stenby Tryk såldes dock till tre av Arne Stenbys närmaste medarbetare.
1986 köpte Bonnier även den andra halvan av Interpresse och blev då ensam ägare till det danska bolaget. Redan tidigare hade man förvärvat danska Carlsen och stod nu som ägare till två av Danmarks tre stora serieförlag. 1991 flyttade förlaget, som nu bar namnet Semic InterPresse, till nya lokaler i Nørregade i Köpenhamn och samma år lämnades albumutgivningen över till systerförlaget Carlsen.
Därefter fortsatte Semic InterPresse som en ren tidningsutgivare fram till 1997, då hela den resterande serieutgivningen köptes av danska Egmont Serieforlaget (samtidigt med att Bonniers svenska serietidningsförlag Semic Press gick motsvarande öde till mötes). Då hade Arne Stenby redan lämnat förlaget och gått i pension.

### Utgivning
Det första utgivningsåret gav Interpresse ut de små seriehäftena Wild West och Texas. Därefter följde titlar som Tex Willer, Søren Spætte, Raketserier, Prærieserier, Akim och Gigant.

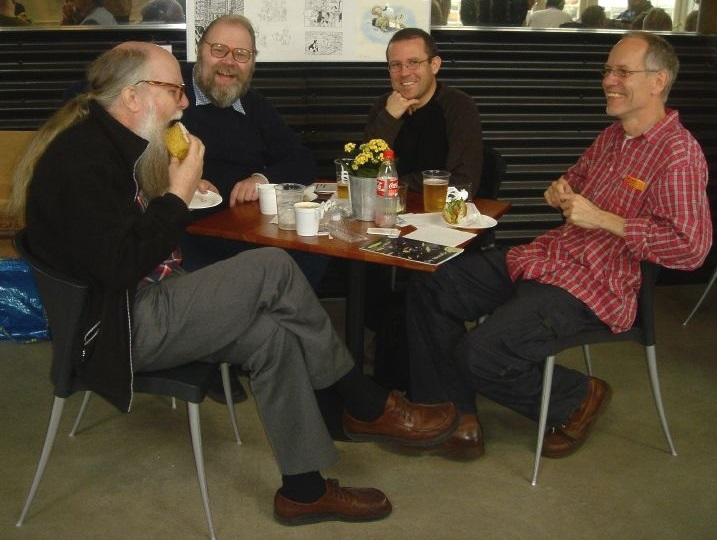
Fyra av männen bakom serien Valhall (2006). Till höger: Henning Kure, långvarig förlagsredaktör på Interpresse.

Under Henning Kures (se nedan) 13 år som förlagsredaktör kom Interpresse att sätta sin prägel på den danska serieimporten. Dessutom inleddes mot slutet av 1970-talet en omfattande utgivning av dansktecknade seriealbum, av namn som Freddy Milton, Sussi Bech (Zainab), Orla Klausen och Rune T. Kidde. Själv blev Kure en av författarna för den nya danska succéserien Valhall, och under 1980-talet låg han länge bakom Interpresses stora tidningsutgivning av Marvelserier.

### Förlagsredaktörer
Interpresse fungerade i viss mån som plantskola för danska serieredaktörer och manusförfattare. Bland redaktörsnamnen fanns Tonny Lützer (1964–73), Uno Krüger (1968–76), Per Sanderhage (1971–74; sedan 2010 på Forlaget Zoom), Marianne Kidde (1973–82), Henning Kure (1974–88; bl.a. manus till Valhall), Carsten Søndergaard (1975–93; numera redaktör på Forlaget Cobolt) och Michael G. Nielsen (1986–97; senare på Egmont Serieforlaget och Zoom).

## Betydelse
Interpresse grundades under den tidiga efterkrigstiden och var under framför allt de första decennierna ett innovativt serieförlag. Det gav förlaget en roll på den danska seriemarknaden som kan liknas vid svenska Centerförlaget, vilken under decennierna efter kriget hade ungefär samma pionjärroll på den andra sidan sundet.
Interpresses roll i dansk utgivning var dock större, eftersom man blev stora inom både tidnings- och albumutgivning. Man dominerade dansk serieutgivning från tidigt 1970-talet och fram till början av 1980-talet, då både andra förlag och nya medier tog över delar av den kreativa utvecklingen.

## Utgivna titlar (urval)[3]

### Serietidningar
- 1957–67 – Prærieserier
- 1959–66 – Helteserien
- 1960–69 – Lassie
- 1961–93 – Commando-serien
- 1962–85 – Min Melodi
- 1962–89 – Kampflyver-serien
- 1963–84 – Attack-Serien
- 1964–85 – Amor
- 1965–83 – Agent 007 James Bond
- 1965–85 – Cowboy (med Texas)
- 1967–74 – Kalar
- 1971–94 – Fantomet
- 1975–83 – Hjerteserien
- 1975–86 – Kung Fu Magasinet
- 1976–97 – Agent X9
- 1979–85 – Jonah Hex
- 1981–84 – Kystbane Komix
- 1984–91 – Hulk
- 1985–97 – Bamse

### Albumserier
- 1971–97 – Luftens Ørne
- 1973–84 – Flip of Flop
- 1974–81 – Prins Valiant
- 1976–85 – Bernard Prince
- 1977–84 – Corto Maltese
- 1979–87 – Isabelle
- 1979–90 – Franka
- 1980–89 – Jerry Spring
- 1981–89 – Agent 327